# Boninsko otočje
Boninsko otočje (japanski: 小笠原諸島, Ogasawara shotō) ili Otočje Bonin (engleski: Bonin Islands je otočje koje čini više od 30 suptropskih i tropskih otoka oko 1000 km južno od Tokija (Japan), čijoj prefekturi upravno i pripadaju. Na otočju ima oko 2.440 stanovnika i to 2.000 na najvećem otoku Chichi-jima (父島, "Očinski otok"), u kojemu je i općinsko središte, te 440 u selu Ogasawara na otoku Haha-jima (母島, "Majčinski otok"). 
God. 2011., 30 otoka Ogasawara, skupljenih u tri skupine, je upisano na UNESCO-ov popis mjesta svjetske baštine u Aziji jer njhov ekosustav "predstavlja raznolikost krajolika koji je dom velikom bogatstvu biljaka i životinja, prispjele iz jugoistočne i sjeverozapadne Azije, od kojih su mnoge vrste endemi". Od ugroženih životinja ističe se jako ugrožena vrsta šišmiša - Boninska leteća lisica (Pteropus pselaphon), te 195 ugroženih vrsta ptica, ali veliki broj riba, beskralješnjaka i koralja, te 441 vrsta autohtonih biljaka. Zbog toga ovo otočje često nazivaju "Galapagos Dalekog istoka".

## Povijest
Otočje Ogasawara (tj. južnu obalu otoka lanca Hahajima) je 2. listopada 1543. godine otkrio španjolski moreplovac Bernardo de la Torre, koji ga je pozvao Forfana. Prvi japanski kontakt s otocima je iz 1670. godine, a navodno otkriće 1543. godine nije potvrđeno.
Nizozemski mornari Quast i Tasman posjetili su otoke 1639. godine i zbog njihova vanjskog oblika i formi prozvali su ih Kanalskim otocima. 
Prvo naselje je niklo oko 1830. godine kao malo naselje pomoraca s Havaja. Ovo naselje je prvenstveno rabljeno za opskrbu kitolovaca s hranom. Otočje se sastoji od tri skupine otoka koje su odvojene dubokim kanalima i, iako su mali i prekriveni brojnim strmim brdima, svaka zelena dolina je korištena za poljoprivredu. Od 1876. godine otok je pripao Japanu, a nakon japanske predaje u kolovozu 1945. godine, sve do povratka japanske vlasti u lipnju 1968. godine, njime su upravljale Sjedinjene Američke Države.
- Selo Oki na Haha-jimi
- Selo Ogasawara prije 1945.
- Luka Futami na Chichi-jimi
- Minamijima kod Chichi-jime
- Pusti otok Yome-jima ("Otok mlada")

## Vanjske poveznice
- Ogasawara selo (jap.)
- Jezik i kultura otočja Ogasawara  Arhivirana inačica izvorne stranice od 29. rujna 2011. (Wayback Machine) (engl.)
- Proleksis Enciklopedija, Boninsko otočje